# Idahoiidae
Az Idahoiidae a háromkaréjú ősrákok (Trilobita) osztályának az Asaphida rendjéhez, ezen belül a Remopleuridioidea öregcsaládjához tartozó család.

## Rendszerezés
A családba az alábbi nemek tartoznak:
- Aguilarella
- Arrhenaspis
- Brabbia
- Comanchia
- Duibianaspis
- Elviraspis
- Langyashania
- Lauzonella
- Levisella
- Loganellus
- Maladioidella
- Noelaspis
- Patronaspis
- Psalaspis
- Pyttstrigis
- Saratogia
- Shitaia
- Valtoressia
- Zhuitunia
- Wafangia
- Wilbernia